# Antoni Krawczyk
Antoni Krawczyk (ur. 2 czerwca 1942 w Starej Wsi, zm. 17 maja 2020) – polski historyk kultury, dr hab., prof.

## Życiorys
Studiował na Wydziale Humanistycznym Uniwersytetu Marii Curie-Skłodowskiej, w 1973 obronił pracę doktorską, 25 września 1995 habilitował się na podstawie pracy zatytułowanej Historiografia krytyczna. Formowanie się nowożytnej postawy naukowej w polskim piśmiennictwie historycznym XVII wieku. W 2001 nadano mu tytuł profesora nadzwyczajnego.
Został zatrudniony na stanowisku profesora w Instytucie Historii na Wydziale Humanistycznym Uniwersytetu Marii Curie-Skłodowskiej.
Piastował funkcję profesora nadzwyczajnego w Instytucie Informacji Naukowej i Bibliotekoznawstwa na Wydziale Humanistycznym Uniwersytetu Marii Curie-Skłodowskiej.
Zmarł 17 maja 2020.

## Odznaczenia
- Brązowy Krzyż Zasługi[1]
- Srebrny Krzyż Zasługi[1]
- Srebrna odznaka honorowa Zasłużonemu dla Lublina[1]
- Złota odznaka honorowa Zasłużonemu dla Lublina[1]
- Odznaka honorowa Zasłużony dla Lubelszczyzny[1]
- Srebrna odznaka Zasłużonego Popularyzatora Wiedzy TWP[1]
- Medal Komisji Edukacji Narodowej[1]